# Pucang Agung
Pucang Agung is een bestuurslaag in het regentschap Purworejo van de provincie Midden-Java, Indonesië. Pucang Agung telt 3480 inwoners (volkstelling 2010).